# Сграда на Кавалското музикално училище
Сградата на Кавалското музикално училище (на гръцки: Δημοτικό Ωδείο Καβάλας) е историческа постройка в източномакедонския град Кавала, Гърция.

## Местоположение
Сградата е разположена на улица „Елевтериос Венизелос“.

## История
Къщата е построена в 1884 година като резиденция на богат търговец на тютюн. Сегашният си вид придобива след края на Първата световна война, когато са извършени преобразувания за правръщането на сградата в банков офис. В 1990 година в нея е настанено Кавалското музикално училище.

## Архитектура
Сградата е може би най-чистият представител на неокласическата архитетура в града - фронтони, фалшиви колони, рамки на прозорци, диамантени геометрични фигури под тях и прочие.